# 羅利島
69°06′N 78°52′W / 69.100°N 78.867°W

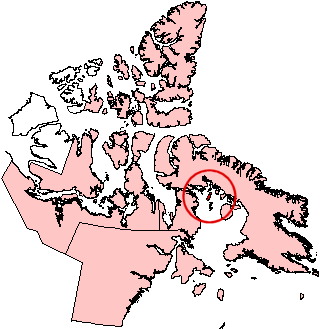

羅利島是加拿大的島嶼，位於福克斯灣，屬於北極群島的一部分，由基吉柯塔魯克地區負責管轄，長69公里、寬22公里，面積1,090平方公里，最高點海拔高度137米，島上無人居住。

## 外部連結
- FOX-1 historical information （页面存档备份，存于）
- Past 24 hours weather